# Lista das pontes mais extensas do mundo

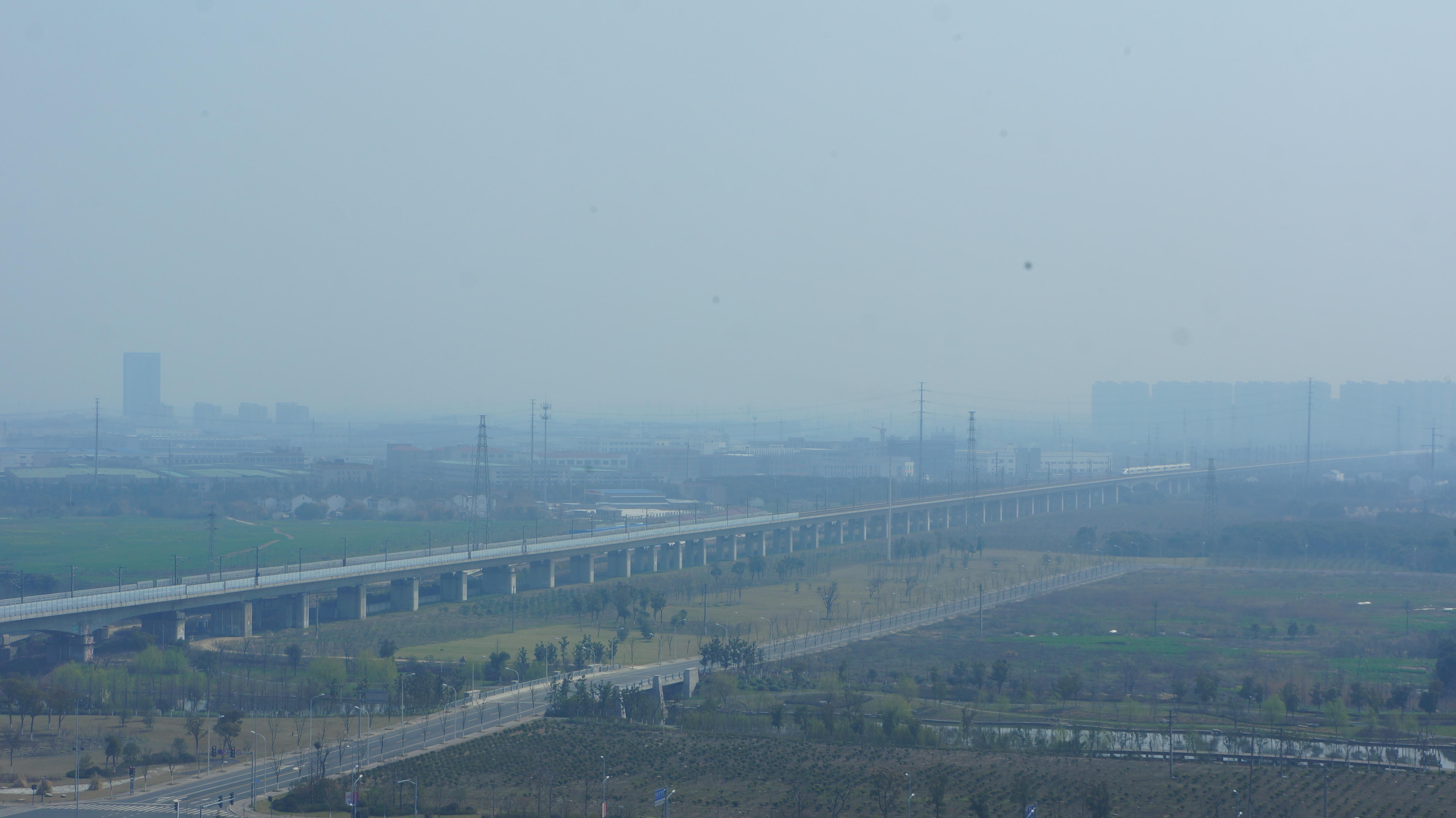
Ponte de Danyang-Kunshan, maior ponte do mundo desde 2011.

Esta é uma lista das pontes com comprimento superior a 1 000 m, ordenadas pelo seu comprimento sobre a terra ou sobre o mar.
Excluiu-se do conceito de ponte estradas assentes sobre estacas ou estruturas de apoio a carris de comboios ligeiros.
Vão refere-se à maior distância entre dois apoios consecutivos.
Nota: Não há uma maneira padronizada de medir o comprimento total de uma ponte. Algumas pontes são medidas desde o início da rampa de entrada até ao fim da saída. Algumas são medidas de margem a margem, outras ainda correspondem ao comprimento total construído. Daí que a ordenação abaixo tenha que ser vista apenas como uma orientação.

## Pontes

### Pontes com mais de 50 km de extensão
| Rank | Nome                            | Extensão (m) | Vão (m) | Ano de conclusão | País(es)  | Refs        |
| ---- | ------------------------------- | ------------ | ------- | ---------------- | --------- | ----------- |
| 1    | Ponte de Danyang-Kunshan        | 164 800      | 31      | 2011             | China     | [ 1 ]       |
| 2    | Ponte Changhua–Kaohsiung        | 157 317      |         | 2004             | Taiwan    | [ 2 ]       |
| 3    | Ponte de Tianjin                | 113 700      | ?       | 2011             | China     | [ 3 ]       |
| 4    | Ponte de Cangde                 | 115 081      | ?       | 2010             | China     | [ 4 ] [ 5 ] |
| 5    | Ponte Grande Weinan Weihe       | 79 732       | ?       | 2008             | China     | [ 6 ]       |
| 6    | Ponte de Hong Kong-Macau-Zhuhai | 55 000       | ?       | 2018             | China     | [ 7 ]       |
| 7    | Bang Na Expressway              | 54 000       | ?       | 2000             | Tailândia | [ 8 ]       |

### Pontes entre 10 km e 50 km de extensão
|  | Nome                                  | Extensão (m)                     | Vão (m) | Ano de conclusão | País(es)                                     | Refs          |
|  | ------------------------------------- | -------------------------------- | ------- | ---------------- | -------------------------------------------- | ------------- |
|  | Ponte Grande de Pequim                | 48 153                           | ?       | 2010             | China                                        | [ 9 ]         |
|  | Ponte do Lago Pontchartrain           | 38 422                           | ?       | 1969             | Estados Unidos                               | [ 10 ]        |
|  | Ponte do Pântano Manchac              | 36 710                           | ?       | 1979             | Estados Unidos                               | [ 11 ]        |
|  | Ponte da Baía de Hangzhou             | 36 000                           | 448     | 2008             | China                                        | [ 12 ]        |
|  | Ponte de Runyang                      | 35 660                           | 1 490   | 2005             | China                                        | [ 13 ]        |
|  | Ponte de Donghai                      | 31 500                           | 420     | 2005             | China                                        | [ 14 ] [ 15 ] |
|  | Ponte Sultão Haji Omar Ali Saifuddien | 30 000                           | ?       | 2019             | Brunei                                       | [ 16 ]        |
|  | Ponte Atchafalaya Basin               | 29 290                           | ?       | 1973             | Estados Unidos                               | [ 17 ]        |
|  | Ponte Qingdao Haiwan                  | 26 707                           | ?       | 2011             | China                                        | [ 18 ]        |
|  | Ponte do Rei Fahd                     | 25 000                           | ?       | 1986             | Arábia Saudita/ Bahrein                      | [ 19 ]        |
|  | Ponte Sultão Abdul Halim Muadzam Shah | 24 000                           | ?       | 2014             | Malásia                                      | [ 20 ]        |
|  | Ponte de incheon                      | 21 380                           | ?       | 2009             | Coreia do Sul                                | [ 21 ]        |
|  | Ponte 6 de Outubro                    | 20 500                           | ?       | 1996             | Egito                                        | [ 22 ]        |
|  | Ponte da Crimeia                      | 18 900 (ferrov.) 16 900 (viária) |         | 2018             | Rússia/Crimeia (anexada pela Rússia em 2014) | [ 23 ]        |
|  | Ponte Penang                          | 13 500                           | 225     | 1985             | Malásia                                      | [ 24 ]        |
|  | Ponte Rio-Niterói Ver nota            | 13 332                           | 300     | 1974             | Brasil                                       | [ 26 ]        |
|  | Ponte Confederation                   | 12 900                           | 250     | 1997             | Canadá                                       | [ 27 ]        |
|  | Ponte Vasco da Gama                   | 12 345                           | 420     | 1998             | Portugal                                     | [ 28 ]        |
|  | Ponte da Lezíria                      | 11 670                           | ?       | 2007             | Portugal                                     | [ 29 ]        |
|  | Ponte San Mateo-Hayward               | 11 265                           | 229     | 1967             | Estados Unidos                               | [ 30 ]        |
|  | Ponte Seven Mile                      | 10 887                           | 41      | 1982             | Estados Unidos                               | [ 31 ]        |
|  | Terceira Ponte Continental            | 10 500                           | ?       | 1991             | Nigéria                                      | [ 32 ]        |
|  | Ponte Shandong-Henan Yellow River     | 10 282                           | ?       | 1985             | China                                        | [ 33 ]        |

### Pontes entre 5 km e 10 km
|  | Nome                                | Extensão (m) | Vão (m) | Ano conclusão             | País(es)            | Refs          |
|  | ----------------------------------- | ------------ | ------- | ------------------------- | ------------------- | ------------- |
|  | Ponte Twin Span                     | 8 851        | ?       | 1963                      | Estados Unidos      | [ 34 ]        |
|  | Ponte General Rafael Urdaneta       | 8 678        | 235     | 1962                      | Venezuela           | [ 35 ]        |
|  | Ponte Fernando Henrique Cardoso     | 8 564        | 235     | 2002                      | Brasil              | [ 36 ]        |
|  | Ponte do Øresund                    | 7 845        | 490     | 1999                      | Dinamarca/ Suécia   | [ 37 ]        |
|  | Ponte do Rio James                  | 7 425        | 126     | 1983                      | Estados Unidos      | [ 38 ]        |
|  | Ponte Gwangan                       | 7 420        | 500     | 2002                      | Coreia do Sul       | [ 39 ]        |
|  | Ponte Huey P. Long                  | 7 009        | 241     | 1936                      | Estados Unidos      | [ 40 ]        |
|  | Ponte da Baía de Chesapeake         | 6 946        | 488     | 1952 (leste) 1973 (oeste) | Estados Unidos      | [ 41 ]        |
|  | Ponte do Grande Belt (Oriental)     | 6 790        | 1 624   | 1998                      | Dinamarca           | [ 42 ]        |
|  | Ponte Nanjing Yangtze River         | 6 772        | 160     | 1968                      | China               | [ 43 ]        |
|  | Ponte Sunshine Skyway               | 6 663        | 366     | 1987                      | Estados Unidos      | [ 44 ]        |
|  | Ponte Great Belt (Ocidental)        | 6 611        | 110     | 1994                      | Dinamarca           | [ 45 ]        |
|  | Ponte Astoria-Megler                | 6 545        | 375     | 1966                      | Estados Unidos      | [ 46 ]        |
|  | Ponte do rio Wufengshan Yangtze     | 6 409        | 375     | 2020                      | China               | [ 47 ]        |
|  | Ponte da Öland                      | 6 072        | 130     | 1972                      | Suécia              | [ 48 ]        |
|  | Ponte do Rio Dibang                 | 6 200        | 375     | 2018                      | China               | [ 49 ]        |
|  | Hernando de Soto Bridge             | 5 954        | 274     | 1972                      | Estados Unidos      | [ 50 ]        |
|  | Ponte Mahatma Gandhi                | 5 850        | ?       | 1982                      | Índia               | [ 51 ]        |
|  | Ponte Libertador General San Martín | 5 836        | 220     | 1976                      | Argentina / Uruguai | [ 52 ] [ 53 ] |
|  | Ponte Hell Gate                     | 5 182        | 298     | 1916                      | Estados Unidos      | [ 54 ]        |
|  | Segunda Ponte do Severn             | 5 126        | 456     | 1996                      | Reino Unido         | [ 55 ]        |
|  | Ponte da Zelândia                   | 5 022        | 95      | 1965                      | Países Baixos       | [ 56 ]        |